# Luật Bosman
Luật Bosman hay còn gọi Phán quyết Bosman là một đạo luật về bóng đá, trong đó quy định chính nói rằng cho phép cầu thủ bóng đá được ra đi tự do khỏi câu lạc bộ sở hữu sau khi hết hạn hợp đồng. Phán quyết này ra đời ngày 15 tháng 12 năm 1995. Đạo luật này gắn liền với tên tuổi cầu thủ bóng đá người Bỉ Jean-Marc Bosman.

## Lịch sử
Vào tháng 6 năm 1990, câu lạc bộ bóng đá Liège của Bỉ gặp khó khăn về tài chính và đề nghị Jean-Marc Bosman (khi đó đang đầu quân cho câu lạc bộ này) một hợp đồng mới với mức tiền lương giảm 75%. Bosman đã từ chối và nhận lời đề nghị gia nhập một CLB khác của Pháp. Tuy nhiên Liege không cho phép Bosman chuyển đến CLB Pháp, do đó cầu thủ này "không có chốn nương thân". 
Vì lý do này, đến tháng 8 năm 1990, Bosman chính thức khởi kiện CLB Liege.
Đến tháng 12 năm 1995, tòa án Tư pháp châu Âu đã phán quyết, theo đó Bosman thắng kiện và không những thế đạo luật Bosman cũng ra đời đã cho phép cầu thủ được ra đi tự do sau khi hết hạn hợp đồng và phá bỏ quy định hạn chế số cầu thủ nước ngoài ở mỗi trận đấu.

## Hệ quả
Theo đánh giá của giới chuyên môn thì từ khi có đạo luật Bosman có nhưng biến đổi lớn chính như sau:

### Nhược điểm
- Khoảng cách giữa các câu lạc bộ giàu và nghèo càng bị đẩy đi quá xa.
- Công tác huấn luyện các cầu thủ trẻ ngày càng tệ đi.
- Việc buôn bán bất hợp pháp các cầu thủ trẻ từ châu Phi và châu Á ngày càng tăng.

### Ưu điểm
Những người được lợi nhất từ đạo luật này chính là các cầu thủ bởi vì họ được toàn quyền rời khỏi CLB khi hết hạn hợp đồng mà CLB không nhận được khoản tiền nào từ phí chuyển nhượng. Điều này đã khiến giá của cầu thủ đội lên rất nhiều.